# Stazione di Diano Marina
La stazione di Diano Marina era una stazione ferroviaria posta sulla ferrovia Genova-Ventimiglia che serviva l'omonima cittadina.

## Storia
Il fabbricato viaggiatori definitivo fu costruito nel 1884.
È stata chiusa il 28 novembre 2016, a seguito della realizzazione della variante a monte della linea ferroviaria fra Andora e San Lorenzo al Mare.

## Strutture e impianti
La stazione, in curva, era dotata di tre binari di circolazione, di cui i primi due con marciapiedi per servizio viaggiatori. Al secondo binario, di corretto tracciato, i viaggiatori potevano accedere tramite numerosi attraversamenti a raso dislocati su tutta la lunghezza dei marciapiedi.
Vi era inoltre una sottostazione elettrica, raccordata con un binario secondario che si immetteva nel terzo binario di ricevimento.
La circolazione era gestita con un ACEI semplificato (tipo 0/19), dal cui banco si controllavano, oltre ai deviatoi, anche i tre passaggi a livello di stazione (due lato Ventimiglia, uno lato Savona); attraverso una postazione a parte, avveniva il telecomando dell'adiacente stazione di Cervo - San Bartolomeo. La circolazione con le stazioni limitrofe era gestita con Blocco Conta Assi.
Il Fabbricato Viaggiatori aveva due piani; al piano terra trovavano spazio l'Ufficio Movimento, la sala d'attesa, la biglietteria ed un'edicola; le ritirate erano invece in un fabbricato esterno. Era anche presente un magazzino merci, dotato di due binari di scalo, per il carico e lo scarico dai vagoni ferroviari

## Movimento
L'impianto era servito da treni regionali e regionali veloci svolti da Trenitalia nell'ambito del contratto di servizio stipulato con la Regione Liguria, nonché da collegamenti a lunga percorrenza gestiti dalla stessa Trenitalia e da Trenitalia France.

## Servizi
La stazione, che RFI classificava nella categoria silver, disponeva di:
- Biglietteria
- Sala d'attesa
- Bar
- Edicola